# سيزار بينيتيز
سيزار بينيتيز (بالإسبانية: César Benítez León) هو مدرب كرة قدم ولاعب كرة قدم باراغواياني في مركز الدفاع، ولد في 22 مايو 1990 في أسونسيون في باراغواي. شارك مع منتخب باراغواي تحت 20 سنة لكرة القدم ومنتخب باراغواي لكرة القدم. أما مع النوادي، فقد لعب مع سيرو بورتينيو ونادي كوريتيبا.

## وصلات خارجية
- سيزار بينيتيز على موقع الاتحاد الدولي (مؤرشف)  (الإنجليزية)
- سيزار بينيتيز على موقع قاعدة بيانات كرة القدم.إي يو (الإنجليزية)
- سيزار بينيتيز على موقع ناشيونال فوتبول تيمز (الإنجليزية)
- سيزار بينيتيز على موقع Soccerway.com (الإنجليزية)
- سيزار بينيتيز على موقع عالم كرة القدم.نت (الإنجليزية)
- سيزار بينيتيز على موقع AS.com (الإسبانية)